# 元显伯
元显伯（？—？），河南郡洛阳县（今河南省洛阳市东）人，北魏宗室、官员，世系不详。

## 生平
孝昌三年（527年），南梁谯州刺史湛僧智在广陵郡围困了北魏东豫州刺史元庆和，并攻入了广陵的外城。东豫州的百姓刘获、郑辩在东豫州边界反叛，成为元显伯的内应。北魏朝廷派遣曹世表出任东南道行台，率领元安平、元显伯、皇甫邓林等人前往讨伐，湛僧智击败了元显伯。元庆和投降南梁后，元显伯率领部队趁夜逃跑，南梁各路军队追击，斩首一万多。